# 大空ゆうひ
大空 ゆうひ（おおぞら - 、6月22日 - ）は、日本の女優。元宝塚歌劇団宙組トップスター。旧芸名は大空 祐飛（読みは同じ）。
東京都出身。身長170cm。血液型A型。所属事務所はエイベックス・マネジメント。

## 来歴
1992年3月、78期生として宝塚歌劇団に入団。入団時の成績は28番。雪組『この恋は雲の涯まで』で初舞台。翌年、月組に配属。
同期生に瀬奈じゅん（元月組トップスター）、貴城けい（元宙組トップスター）、檀れい（元月組・星組トップ娘役）など。
長らく新人公演で2番手役が続いていたが1998年、『WEST SIDE STORY』の第1幕のトニー役で新人公演主演。1999年、中国公演『夢幻花絵巻／ブラボー!タカラヅカ』で初の海外公演に参加し、月組で頭角を現していく。1999年度・宝塚歌劇団年度賞・努力賞受賞。
2001年、初ディナーショー『Selfish』開催。同年、『血と砂』で汐美真帆とともに、バウホール公演初主演。
2002年度・宝塚歌劇団年度賞・努力賞受賞。
2003年、2度目のディナーショー『Spark』開催。
2004年、『THE LAST PARTY』スコット・フィッツジェラルド役でバウホール公演主演。
2005年、3度目のディナーショー『Spark II』開催。
2006年、『ベルサイユのばら』星組公演にオスカル役で特別出演。同年、『THE LAST PARTY』（再演）スコット・フィッツジェラルド役で東京芸術劇場公演主演。
2007年、『HOLLYWOOD LOVER』ステファーノ・グランディ役でバウホール公演、日本青年館公演（2008年）主演。同年末、花組への組替えが発表される。2007年度・宝塚歌劇団年度賞・努力賞受賞。
2008年1月26日付で花組へ組替え。2番手男役となる。同年、4度目のディナーショー『SORA-空の奇跡-』開催。
2009年2月27日、宙組トップスター就任とそれに伴う組替えが発表される。同年6月16日付で宙組へ組替え。7月6日、大和悠河の退団に伴い、宙組トップスター就任。相手役には同じく花組より野々すみ花を迎える。
2009年8月、博多座公演『大江山花伝－燃えつきてこそ－／Apasionado!!II』でトップお披露目。11月、『カサブランカ』宝塚大劇場トップ御披露目公演主演。2009年度・宝塚歌劇団年度賞・優秀賞受賞。
2010年度・阪急すみれ会パンジー賞・男役賞受賞。
2011年、第32回松尾芸能賞・優秀賞を受賞。また、この年の4月に眉月凰が退団したため、最後の78期生となった。
2012年7月1日、『華やかなりし日々／クライマックス －Cry-Max－』の東京宝塚劇場公演千秋楽をもって宝塚歌劇団を退団。
2013年3月、エイベックス・マネジメントに所属し、芸能活動を開始。
2013年10月、事務所の分社により、エイベックス・ヴァンガードに所属する。
2017年2月、芸名を「大空ゆうひ」に改名したことを、公式サイト内のブログでファンに報告した。

## 宝塚歌劇団時代の主な舞台

### 月組時代
- 1992年3月、『この恋は雲の涯まで』（雪組）＊初舞台
- 1994年6月、宝塚大劇場『エールの残照／TAKARAZUKAオーレ』 新人公演：マイケル役（本役：大鷹つばさ）
- 1994年11月2日 - 11月27日、東京宝塚劇場『エールの残照／TAKARAZUKAオーレ』 新人公演：マイケル役（本役：彩輝直）
- 1994年12月23日〜1995年1月8日『LE MISTRAL－鏡の中に消えた男－』喪服の男 （一幕1場）＼通行の人B（2場）＼ボーイ（3場）
- 1995年8月11日 - 9月25日、宝塚大劇場『ME AND MY GIRL』 新人公演：ジェラルド役（第二幕）（本役：姿月あさと）
- 1995年10月14日 - 10月29日、宝塚バウホール『ある日どこかで』
- 1995年11月2日 - 11月9日、日本青年館大ホール『ある日どこかで』
- 1995年12月1日 - 12月26日、東京宝塚劇場『ME AND MY GIRL』 新人公演：ジェラルド役（第二幕）（本役：姿月あさと）
- 1996年9月 - 11月、『チェーザレ・ボルジア／プレスティージュ』 新人公演：マキャヴェリ役（本役：真琴つばさ）
- 1996年1月14日−4月15日『バロンの末裔』新人公演ブリンクリー　（本役：嘉月絵理）

- 1997年11月3日 - 11月27日、東京宝塚劇場『EL・DORADO』（東京宝塚劇場公演） 新人公演：ワルパ役（本役：紫吹淳）
- 1998年2月、宝塚大劇場『WEST SIDE STORY』 チノ役　新人公演：トニー役（第一幕）（本役：真琴つばさ）  ＊新人公演主演
- 1997年12月20日〜28日バウホール公演『ワァンモアタイム』リトル・チェン役
- 1997年10月8日『チェーザレ・ボルジア -野望の軌跡-／プレスティージュ』ラミレス新人公演： マキァヴェッリ（本役：真琴つばさ）

- 1998年5月30日 - 7月6日、TAKARAZUKA1000days劇場[4]『WEST SIDE STORY』チノ役　新人公演：トニー役（第一幕）（本役：真琴つばさ）＊新人公演主演
- 1998年8月1日-9日『ブエノスアイレスの風』武器商人役
- 1998年9月18日 - 10月28日、宝塚大劇場『黒い瞳／ル・ボレロ・ルージュ』トマーノフ役　新人公演：プガチョフ役（本役：紫吹淳）
- 1999年1月2日 - 2月7日、TAKARAZUKA1000days劇場『黒い瞳／ル・ボレロ・ルージュ』トマーノフ役　新人公演：プガチョフ役（本役：紫吹淳）[5]
- 1999年3月 - 4月、バウホール公演『から騒ぎ』 ブルース・トゥリー役
- 1999年5月14日 - 6月21日、宝塚大劇場『螺旋のオルフェ／ノバ・ボサ・ノバ-盗まれたカルナバル-』 ボールソ役
- 1999年17日-27日バウホール公演『十二夜またはお望みのもの』サー・トービー役
- 1999年8月20日 - 9月27日、TAKARAZUKA1000days劇場『螺旋のオルフェ／ノバ・ボサ・ノバ-盗まれたカルナバル-』 ボールソ役
- 1999年10月 - 11月、中国公演『夢幻花絵巻／ブラボー！タカラヅカ』
- 199年12月8日〜28日『プロヴァンスの碧い空』 アラン・クラヴィエール役
- 2000年2月 - 6月、『LUNA-月の伝言-／BLUE・MOON・BLUE -月明かりの赤い花-』 ジョー役
- 2001年3月5日〜20日『プロヴァンスの碧い空』 アラン・クラヴィエール役（再演）
- 2001年8月 - 9月、『大海賊／ジャズマニア』（東京宝塚劇場公演）フレデリック役
- 2001年10月、『血と砂』 プルミタス・ガルラード役 ＊バウホール公演初主演
- 2002年1月 - 5月、『ガイズ&ドールズ』 ナイスリー・ナイスリー・ジョンソン役
- 2002年6月 - 7月、『サラン・愛／ジャズマニア』（全国ツアー） 李 世煥（イ・セファン）役
- 2002年8月 - 12月、『長い春の果てに／With a Song in my Heart』 フローレンス役
- 2003年4月 - 8月、『花の宝塚風土記／シニョール ドン・フアン』 スティーブ・オースティン役
- 2003年11月 - 2004年3月、『薔薇の封印』ロバート役（プロローグ・第4話）フィリップ役（第2話）エミール役（第3話）
- 2004年4月17日 - 5月9日、『ジャワの踊り子』（全国ツアー）ハジ・タムロン役
- 2004年6月25日 - 8月9日、宝塚大劇場『飛鳥夕映え／タカラヅカ絢爛II』 蘇我石川麻呂（6月25日 - 7月19日、7月31日 - 8月9日）／中臣鎌足（7月20日 - 7月30日）役（役替り二役）
- 2004年9月3日 - 10月10日、東京宝塚劇場『飛鳥夕映え／タカラヅカ絢爛II』蘇我石川麻呂（9月3日 - 9月6日、9月18日 - 10月10日）／中臣鎌足（9月7日 - 9月17日）役（役替り二役）
- 2004年11月、『THE LAST PARTY』スコット・フィッツジェラルド役 ＊バウホール公演単独初主演
- 2005年2月4日 - 3月21日、宝塚大劇場『エリザベート -愛と死の輪舞-』ルドルフ役
- 2005年4月8日 - 5月22日、東京宝塚劇場『エリザベート』ルドルフ皇太子役
- 2005年9月 - 12月、『JAZZYな妖精たち／REVUE OF DREAMS』ティモシー・キャラハン役
- 2006年1月、星組公演『ベルサイユのばら』オスカル役（特別出演）
- 2006年3月、東京芸術劇場公演『THE LAST PARTY』スコット・フィッツジェラルド役 ＊主演
- 2006年5月12日 - 6月19日、宝塚大劇場『暁のローマ／レ・ビジュー・ブリアン』カシウス役
- 2006年7月7日 - 8月20日、東京宝塚劇場『暁のローマ／レ・ビジュー・ブリアン』カシウス役
- 2006年10月1日 - 10月29日、『あかねさす紫の花』（全国ツアー）中大兄皇子役
- 2007年1月 - 4月、『パリの空よりも高く／ファンシーダンス』ジョルジュ・ジャッケ役
- 2007年5月 - 6月、『ダル・レークの恋』（全国ツアー）ペペル役
- 2007年8月 - 11月、『MAHOROBA／マジシャンの憂鬱』サダル役/ジグモンド役
- 2007年12月 - 2008年1月、バウホール公演『HOLLYWOOD LOVER』ステファーノ・グランディ役 ＊主演  引き続き2008年日本青年館で公演。

### 花組時代
- 2008年5月 - 8月、『愛と死のアラビア-高潔なアラブの戦士となったイギリス人／Red Hot Sea』イブラヒム役
- 2008年10月、シアター・ドラマシティ、青年館公演『銀ちゃんの恋』倉岡銀四郎役  ＊主演
- 2009年1月 - 3月、『太王四神記－チュシンの星のもとに－』ヨン・ホゲ役
- 2009年5月、全国ツアー『哀しみのコルドバ／Red Hot Sea II』 リカルド・ロメロ役

### 宙組トップスター時代
- 2009年8月、博多座公演 『大江山花伝－燃えつきてこそ－／Apasionado!!II』茨木童子役    ＊トップ就任披露公演
- 2009年11月 - 2010年2月、『カサブランカ』リチャード（リック）・ブレイン役　 ＊大劇場トップ御披露目公演
- 2010年3月、シアター・ドラマシティ公演、日本青年館公演『シャングリラ・水之城』空（ソラ）役
- 2010年5月 - 8月、『TRAFALGAR－ネルソン、その愛と軌跡－／ファンキー・サンシャイン』 ホレーショ・ネルソン役
- 2010年9月、全国ツアー公演『銀ちゃんの恋』倉岡銀四郎役
- 2010年11月 - 2011年1月、『誰がために鐘は鳴る』ロバート・ジョーダン役
- 2011年3月、シアター・ドラマシティ公演『ヴァレンチノ』ルドルフ・ヴァレンチノ役　＊日本青年館公演は東北地方太平洋沖地震の影響により中止
- 2011年5月 - 8月、『美しき生涯－石田三成 永遠の愛と義－／ルナロッサ－夜に惑う旅人－』石田三成役
- 2011年8月13日 - 19日、日本青年館公演『ヴァレンチノ』 ルドルフ・ヴァレンチノ役
- 2011年10 - 12月、『クラシコ・イタリアーノ－最高の男の仕立て方－／NICE GUY!!－その男、Yによる法則－』サルヴァトーレ・フェリ役
- 2012年2月、中日劇場公演『仮面のロマネスク／Apasionado!!II』ヴァルモン子爵役
- 2012年4月 - 7月、『華やかなりし日々／クライマックス』ロナウド・フィリップス役 ＊退団公演

## 宝塚歌劇団退団後の主な活動

### 舞台
- 2013年1月30日・31日、国立文楽劇場 『三十周年記念上方花舞台』（作・演出：植田紳爾）
- 2013年10月8日 - 29日、Bunkamuraシアターコクーン／11月12日 - 16日、シアターBRAVA!『唐版 滝の白糸』（作・唐十郎、演出・蜷川幸雄）　お甲
- 2014年4月、中之島フェスティバルホール／Bunkamuraオーチャードホール『新版 天守物語』（原作・泉鏡花、脚本補綴・村上 湛、総合監修・梅若六郎玄祥、演出・高橋正徳）　富姫
- 2014年7月31日 - 8月3日、天王洲 銀河劇場／8月22日 - 8月24日、梅田芸術劇場シアター・ドラマシティ　Théâtre de Yûhi Vol.1『La Vie – 彼女が描く、絵の世界』（企画プロデュース：大空祐飛、脚本・演出：児玉明子）　タマラ・ド・レンピッカ
- 2014年11月29日・30日、兵庫県立芸術文化センター 阪急中ホール／12月5日 - 16日、東京芸術劇場 プレイハウス／12月20日、まつもと市民芸術館　主ホール　ミュージカル『Familia　-4月25日誕生の日-』（演出・振付：謝珠栄）　エヴァ
- 2015年1月11日、Zeppブルーシアター六本木　朗読劇『LOVE LETTERS』 メリッサ
- 2015年3月19日 - 28日、シアタークリエ　『死と乙女』 ポーリナ
- 2015年6月5日 - 14日、新国立劇場 小劇場／6月26日 - 28日、兵庫県立芸術文化センター 阪急中ホール／名古屋／福岡／他、『TABU タブー シーラッハ「禁忌」より』（演出：深作健太）　ゾフィア
- 2015年11月13日 - 23日、KAAT神奈川芸術劇場＜ホール＞／11月26日 - 29日、兵庫県立芸術文化センター 阪急中ホール／札幌／岡山、ミュージカル『HEADS UP!』（原案・作詞・演出：ラサール石井）　真昼野ひかる
- 2015年12月6日、Bunkamura シアターコクーン　リーディング名作劇場『キミに贈る物語』〜観て聴いて・心に感じるお話集〜
- 2016年2月27日、中之島フェスティバルホール　『新版 現代能 安倍晴明』　葛の葉／榊の前
- 2016年3月31日 - 4月3日、天王洲 銀河劇場／4月5日 - 4月6日、大阪サンケイホールブリーゼ　「SHOW　ル・リアン」
- 2016年6月8日 - 6月12日、東京草月ホール／6月25日 - 26日、兵庫県立芸術文化センター 阪急中ホール　音楽朗読劇『冷蔵庫のうえの人生』[6]
- 2016年8月1日、朗読劇『ラヴ・レターズ』（パルコ劇場） - メリッサ 役[7]
- 2017年7月12日 - 17日、ゴーチ・ブラザーズプロデュース カントリー〜THE COUNTRY〜（DDD AOYAMA CROSS THEATER） - 女 役[8]
- 2020年10月15日 - 10月22日、『銀河鉄道の父』（東京新国立劇場小ホール） - 宮沢イチ 役
- 2023年9月9日 - 9月16日、『銀河鉄道の父』（東京自由劇場） - 宮沢イチ 役[9]
- 2024年10月18日 - 27日、『ガード下のオイディプス』（すみだパークシアター倉）[10]
- 2025年2月21日 - 3月1日、『オイディプス王』（パルテノン多摩・SkyシアターMBS） - イオカステ[11]
- 2025年4月25日 - 5月11日、『そよ風と魔女たちとマクベスと』（すみだパークシアター倉・信毎メディアガーデン）[12]
- 2025年6月28日 - 8月2日、ミュージカル『ブラック・ジャック』（IMM THEATER・新潟テルサ・COMTEC PORTBASE・アクトシティ浜松・カナモトホール・兵庫県立芸術文化センター）[13]
- 2025年10月5日 - 11月8日、PARCO PRODUCE 2025 音楽劇『MONDAYS/このタイムループ、まだまだ終わらない!?」』PARCO劇場・森ノ宮ピロティホール・サントミューゼ 上田市交流文化芸術センター）[14]

### ディナーショー
- 2015年8月15日、パレスホテル東京／8月21日、ウェスティンナゴヤキャッスル／9月4日、ウェスティン大阪、『SING & TALK』

### テレビドラマ
- 放送90年ドラマ第1弾「紅白が生まれた日」（2015年3月21日、NHK総合） - 水の江瀧子[15]
- 連続ドラマW「誤断」（2015年11月22日 - 2015年12月27日（初回）、WOWOW） - 宮本佳織
- 家政夫のミタゾノ 第4シリーズ 第5話（2020年7月3日、テレビ朝日）- 秋本香苗[16]

### ラジオドラマ
- FMシアター　師匠と私と飴色のレシピ（2020年2月15日、NHK-FM） - 高砂令子[17]
- FMシアター　黄昏ペンライト（2021年4月3日、NHK-FM） - ヒトミ[18]
- 青春アドベンチャー　マクロプロスの処方箋（2023年2月6日 - 10日、NHK-FM） - エミリア・マルティ[19]
- FMシアター　キャンバスの彼女（2024年9月7日、NHK-FM） - 郁美[20]

### その他
- 宝塚プルミエール（WOWOW、2013年4月〜2014年3月） ナビゲーター
- スレアミューズ　宝塚☆スタートーク(2013年7月2日〜2013年8月24日)  [21]
- 興福寺創建1300年記念「国宝 興福寺仏頭展」展覧会場の音声ガイド・ナビゲーター[22]、白鳳の貴公子イメージキャラクター[23]、東京藝術大学大学美術館（東京・上野）、2013年9月3日（火）〜2013年11月24日（日）。
- 新印象派－光と色のドラマ（英文名称：Neo-Impressionism, from Light to Color）会場の音声ガイド・ナビゲーター[24]、あべのハルカス美術館（大阪）2014年10月10日（金）〜2015年1月12日（月・祝）、東京都美術館（東京）2015年 1月24日（土）〜2015年3月29日（日）。
- 「ルノワール展」会場の音声ガイド[25]、国立新美術館（東京）2016年 4月27日（水）〜2016年8月22日（月）。
- 講座  表現者ノマド   シリーズ（朝日カルチャーセンター  新宿教室、住友ビル地下1階住友ホール、2014年7月11日第一回目は児玉明子と、2014年11月7日第二回目は荻上直子と、2015年3月2日第三回目は美内すずえと、2015年12月9日第四回目は平野啓一郎と） 講師

## 受賞歴
- 2002、2007年度・宝塚歌劇団年度賞・努力賞受賞。
- 2009年度・宝塚歌劇団年度賞・優秀賞
- 2010年度・阪急すみれ会パンジー賞・男役賞
- 2011年・第32回松尾芸能賞・優秀賞